# Torbenwolffia galatheae
Torbenwolffia galatheae is een lepelworm uit de familie Bonelliidae.
De wetenschappelijke naam van de soort werd in 1966 gepubliceerd door Zenkevitch.